# Plantage (Trebbin)
Plantage ist ein Wohnplatz der Stadt Trebbin im Landkreis Teltow-Fläming im Land Brandenburg.

## Geografische Lage
Der Wohnplatz liegt rund 2,2 km südsüdwestlich des Stadtzentrums. Westlich liegt der Trebbiner Ortsteil Kliestow, östlich der weiteren Wohnplatz Ziegelei. Südlich liegt, durch den Kliestower See getrennt, der weitere Wohnplatz Ebelshof. Nordwestlich liegt der 57 m hohe Mühlenberg.

## Geschichte
Im Wohnplatz lebten im Jahr 1925 insgesamt 19 Personen. Er erscheint bei Enders erstmals im Jahr 1927 als Häusergruppe Plantage Cliestow und wurde ab 1932 als Wohnplatz geführt.